# بكراما
بكراما قرية صغيرة في ناحية مركز القرداحة التابعة لمنطقة القرداحة في محافظة اللاذقية. بلغ عدد سكانها 589 نسمة عام 2004.